# Díon (Pièria)
Díon (grec antic: Δῖον, llatí: Dium) fou una ciutat de l'antiga Macedònia de la regió de Pièria. No era una ciutat gran, però era considerada una de les més importants i un bastió de la seva frontera marítima en direcció sud.
L'esmenta Tucídides, quan diu que el general espartà Bràsides va arribar a Díon després de travessar la frontera entre Tessàlia i Macedònia durant la seva expedició l'any 424 aC cap a les colònies ateneses de Tràcia, passant pel territori del seu aliat Perdicas II.
Va ser atacada per una incursió dels etolis dirigida per Escopes, que va destruir les muralles i gairebé va arranar la ciutat, segons diu Polibi. Filip V de Macedònia va venjar la destrucció amb un atac a la capital etòlia. La ciutat va ser reconstruïda, i l'any 169 aC era una forta posició de Perseu, i la va abandonar inesperadament a l'arribada del cònsol Quint Marci Filip, que només va ser a la ciutat per molt poc temps. Perseu la va tornar a ocupar i va reparar els danys a les muralles que havien fet els romans, explica Titus Livi.
Segons Plini el Vell, a la seva època era una colònia romana. La ciutat consta a l'Itinerari d'Antoní i a la Taula de Peutinger i la descriu Pausànias.
Les seves ruïnes són situades al peu del Mont Olimp, vora la vila anomenada modernament també Díon. S'han trobat les restes d'un teatre i un estadi i els fonaments de les muralles. Titus Livi parla dels seus esplèndids edificis i de la multitud d'estàtues dels seus carrers. Se sap que tenia un temple dedicat a Zeus Olímpic i s'hi van celebrar uns jocs públics anomenats Olímpia instituïts pel rei Arquelau diu Diodor de Sicília. L'estadi i el teatre van servir sens dubte per la celebració d'aquests Jocs. Alexandre el Gran va situar en aquesta ciutat les estàtues dels vint-i-cinc generals morts a la batalla del Grànic, obra de Lisip, diu Flavi Arrià. Quint Cecili Metel Macedònic va traslladar a Roma aquest grup d'estàtues.